# Acalypha capitata
Acalypha capitata är en törelväxtart som beskrevs av Carl Ludwig von Willdenow. Acalypha capitata ingår i släktet akalyfor, och familjen törelväxter. Inga underarter finns listade i Catalogue of Life.

## Bildgalleri

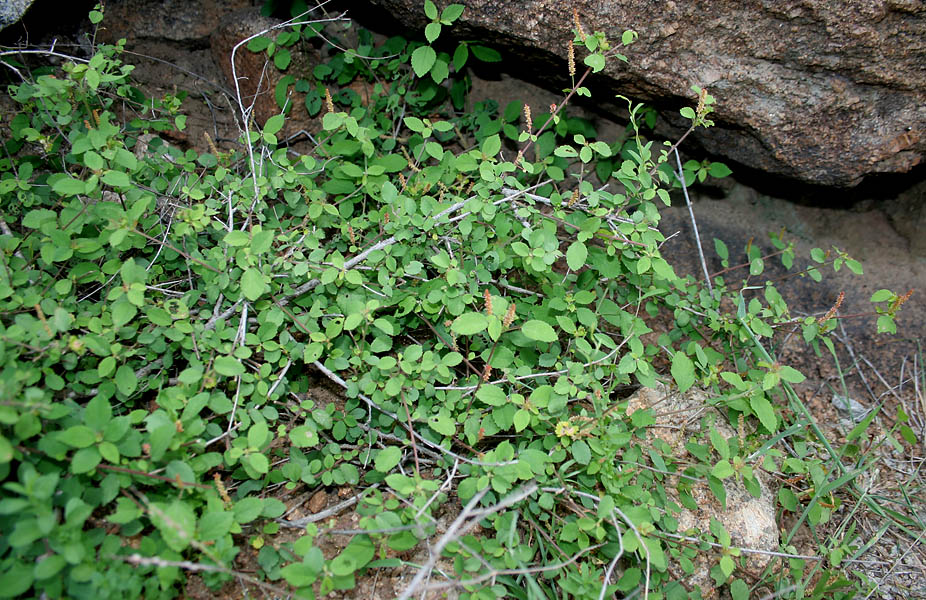
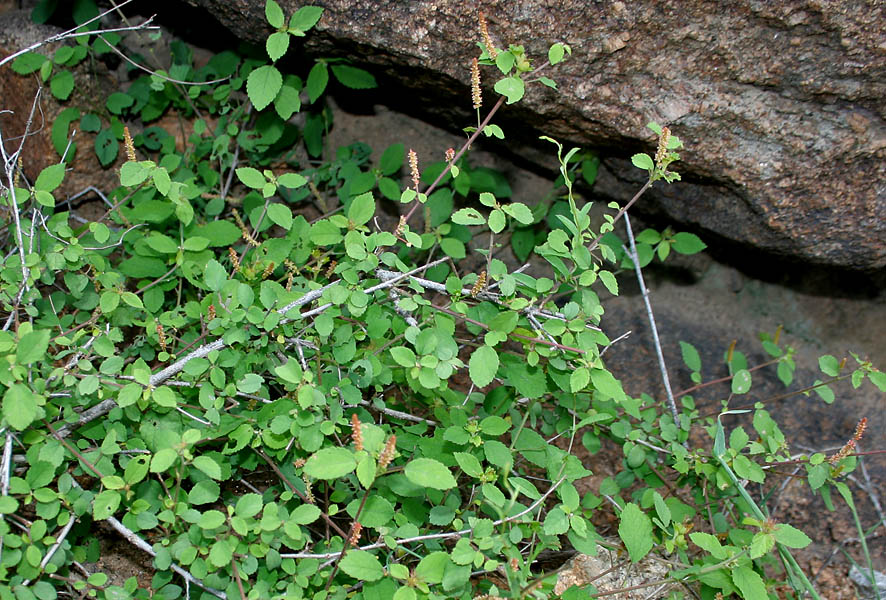
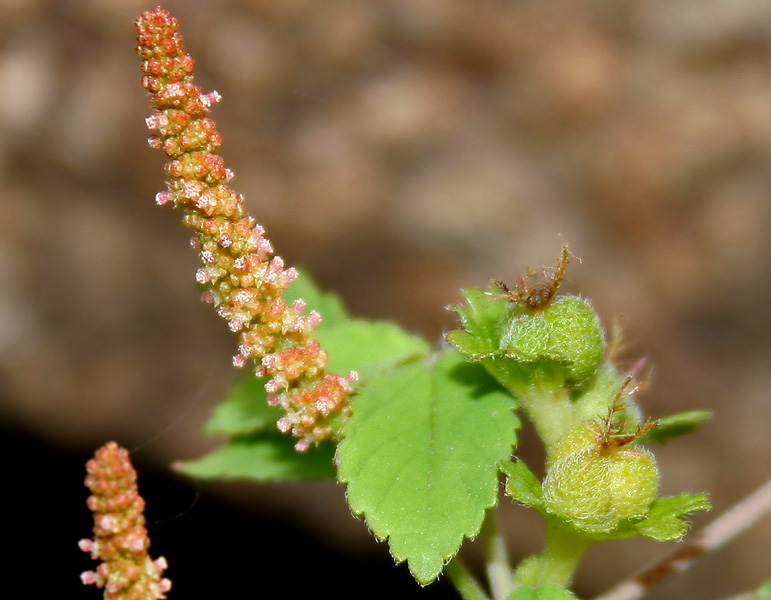